# Dominick Dunne
Pour les articles homonymes, voir Dunne.
Dominick Dunne, né le 29 octobre 1925 à Hartford, au Connecticut, et décédé le 26 août 2009 à New York, est un producteur de cinéma et de télévision américain, également journaliste, scénariste, animateur de télévision, acteur et romancier.

## Biographie
Né dans une riche famille catholique irlandaise, il fréquente des écoles privées du Connecticut, avant d'entreprendre des études universitaires au Williams College (Massachusetts). Il sert dans l'armée pendant la Seconde Guerre mondiale et reçoit la médaille Bronze Star pour ses actes de courage pendant la bataille de Metz.
Dès l'après-guerre, il s'installe à New York et travaille dans le milieu de la télévision. C'est Humphrey Bogart qui le décide à venir à Hollywood, à l’origine pour travailler sur une adaptation télévisuelle du film La Forêt pétrifiée. Si l’adaptation ne se fait finalement pas, Dunne devient à la fin des années 1950 producteur de la série télévisée Aventures dans les îles (Adventures in Paradise). Il travaille aussi sur la série Playhouse 90. Il est également un producteur de cinéma et l'un des amis très proches d'Elizabeth Taylor. Dans les années 1970, il produit notamment les films Panique à Needle Park (The Panic in Needle Park) de Jerry Schatzberg et Les Noces de cendre (Ash Wednesday) de Larry Peerce.
Ruiné, il quitte Hollywood en 1979 pour échapper à ses penchants pour la drogue et l’alcool. Il s’installe dans l’Oregon et commence une nouvelle carrière de romancier. Il publie au cours des années 1980 et 1990 plusieurs romans et nouvelles. Quatre de ses romans sont notamment adaptés à la télévision.
En 1982, sa fille Dominique Dunne est assassinée. Dunne couvre le procès et livre un article pour le magazine Vanity Fair. Au cours des années suivantes, il couvre les procès de plusieurs affaires criminelles importantes aux États-Unis et poursuit sa collaboration avec le magazine.
En 1997, il joue un rôle secondaire dans Addicted to Love, le film de son fils le réalisateur Griffin Dunne. L’année suivante, il joue son propre rôle dans la comédie An Alan Smithee Film (An Alan Smithee Film: Burn Hollywood Burn) d’Arthur Hiller. En 2008, il tient un rôle de figuration dans L'Échange (Changeling) de Clint Eastwood.
De 2002 à 2009, il anime et présente l’émission Dominick Dunne's Power, Privilege, and Justice (en), diffusé sur NRJ12 sous le titre Crimes en haute société (production : Shana Hildebrand).
Dunne décède en 2009 à l’âge de quatre-vingt trois ans, quelques mois après avoir fini son dernier roman, Too Much Money, publié de manière posthume la même année.

## Famille
Marié avec Ellen Griffin, héritière d'un ranch, Dominick Dunne a eu une fille, Dominique Dunne, actrice de cinéma dans des téléfilms et des séries télévisées. Son rôle le plus célèbre est celui de Dana, dans le film Poltergeist (1982).
Ils ont un autre enfant, l'acteur et réalisateur Griffin Dunne.
Dominick Dunne est le frère du romancier John Gregory Dunne, marié à Joan Didion.
La bisexualité de Dominick Dunne est révélée par sa famille après sa mort (causée par un cancer de la vessie).

## Œuvre

### Romans
- The Winners (1982)
- The Two Mrs. Grenvilles (1985) Publié en français sous le titre Pour l'honneur des Grenville, traduit par Marie-Alyx Revellat. Paris : Presses de la Cité, 1986, 284 p.  (ISBN 2-258-01841-2). Réédition Paris : J'ai lu no 2365, 1988, 344 p.  (ISBN 2-277-22365-4)
- People Like Us (1988) Publié en français sous le titre Haute Société, préface de Gille Lambert. Paris : Presses de la Cité, 1989, 347 p.  (ISBN 2-258-02703-9)
- An Inconvenient Woman (1990) Publié en français sous le titre Une femme encombrante, traduit par Paul Mondolini. Paris : Jean-Claude Lattès, coll. « Suspense & Cie », 1992, 419 p.  (ISBN 2-7096-1137-6). Réédition Paris : LGF, coll. « Le Livre de Poche. Thriller » no 7607, 1993, 507 p.  (ISBN 2-253-06419-X). Réédition Paris : Éditions de Seine, 1994, 419 p.  (ISBN 2-7382-0705-7)
- A Season in Purgatory (1993) Publié en français sous le titre Une saison au purgatoire, traduit par Philippe Loubat-Delranc. Paris : Jean-Claude Lattès, coll. « Suspense & Cie », 1994, 420 p.  (ISBN 2-7096-1439-1). Réédition Paris : LGF, coll. « Le Livre de poche » no 7676, 1996, 472 p.  (ISBN 2-253-07676-7)
- Another City, Not My Own (1997) Publié en français sous le titre Une autre ville que la mienne, traduit par Alexis Vincent ; postface François Rivière. Biarritz : Séguier, coll. "L'Indéfinie", 04/2018, 478 p.  (ISBN 978-2-84049-759-2)
- Too Much Money (2009)

### Recueil de nouvelles
- The Mansions of Limbo (1991)

### Autres publications
- Fatal Charms: And Other Tales of Today (1987)
- The Way We Lived Then: Recollections of a Well-known Name Dropper (1999)
- Justice: Crimes, Trials, And Punishments (2001) Publié en français de façon partielle sous le titre L'Honorable Juge Katz, postface et traduction par François Rivière. Paris : Les Quatre Chemins, coll. « Témoignages et Documents », 2005, 77 p.  (ISBN 2-84784-147-4)

## Filmographie

### Comme producteur

#### Au cinéma
- 1970 : Les Garçons de la bande (The Boys in the Band) de William Friedkin
- 1971 : Panique à Needle Park (The Panic in Needle Park) de Jerry Schatzberg
- 1972 : Play It As It Lays de Frank Perry
- 1973 : Les Noces de cendre (Ash Wednesday) de Larry Peerce

#### À la télévision
- 1959 – 1960 : Aventures dans les îles (Adventures in Paradise), saison une, vingt épisodes.
- 1978 : The Users de Joseph Hardy
- 1995 : 919 Fifth Avenue de Neil Hagar

### Comme scénariste

#### À la télévision
- 1978 : The Users de Joseph Hardy
- 1995 : 919 Fifth Avenue de Neil Hagar

### Comme auteur adapté
- 1987 : The Two Mrs. Grenvilles, téléfilm américain réalisé par John Erman d’après le roman éponyme, avec Claudette Colbert et Ann-Margret.
- 1990 : People Like Us, téléfilm américain réalisé par William Hale d'après le roman éponyme, avec Ben Gazzara, Connie Sellecca et Eva Marie Saint.
- 1991 : Une femme indésirable (en) (An Inconvenient Woman) téléfilm américain réalisé par Larry Elikann d’après le roman éponyme, avec Jason Robards, Elaine Stritch, Rebecca De Mornay et Jill Eikenberry.
- 1996 : Au cœur du scandale (A Season in Purgatory) téléfilm américain réalisé par David Greene d’après le roman éponyme, avec Patrick Dempsey, Sherilyn Fenn et Craig Sheffer.

### Comme acteur

#### Au cinéma
- 1997 : Addicted to Love de Griffin Dunne
- 1998 : An Alan Smithee Film (An Alan Smithee Film: Burn Hollywood Burn) d’Arthur Hiller
- 2008 : L'Échange (Changeling) de Clint Eastwood

#### À la télévision
- 2007 : Bernard et Doris (Bernard and Doris) de Bob Balaban